# A Videoton FC 2012–2013-as szezonja
Ez a szócikk a Videoton FC 2012–2013-as szezonjáról szól, mely sorozatban a 13., összességében pedig a 44. idénye a csapatnak a magyar első osztályban. A klub fennállásának ekkor volt a 71. évfordulója. A szezon 2012 júliusában kezdődött, és 2013 júniusában ért véget. A csapat a hazai kiírások mellett az Európa-ligában is szerepelt.

## Játékoskeret
2012. október 31-i állapot szerint.
| No. |     | Poszt | Játékos          |
| --- | --- | ----- | ---------------- |
| 2   | ESP | V     | Álvaro Brachi    |
| 3   | BRA | V     | Paulo Vinícius   |
| 4   | POR | V     | Marco Caneira    |
| 7   | BRA | CS    | Paraiba          |
| 10  | BRA | KP    | Renato Neto      |
| 11  | HUN | KP    | Sándor György    |
| 12  | SVK | K     | Tomáš Tujvel     |
| 13  | HUN | K     | Somodi Bence     |
| 14  | SRB | KP    | Nikola Mitrović  |
| 16  | POR | KP    | Filipe Oliveira  |
| 17  | HUN | CS    | Nikolics Nemanja |
| 20  | ESP | KP    | Walter Fernández |

| No. |     | Poszt | Játékos          |
| --- | --- | ----- | ---------------- |
| 21  | HUN | V     | Szekeres Adrián  |
| 22  | CPV | V     | Stopira          |
| 23  | BRA | V     | Kaká             |
| 24  | ESP | V     | Héctor Sánchez   |
| 26  | HUN | KP    | Tóth Balázs      |
| 27  | MNE | K     | Mladen Božović   |
| 28  | HUN | CS    | Torghelle Sándor |
| 30  | HUN | KP    | Szolnoki Roland  |
| 70  | HUN | KP    | Kovács István    |
| 77  | HUN | KP    | Gyurcsó Ádám     |
| 88  | HUN | CS    | Haraszti Zsolt   |
| 99  | SRB | KP    | Uroš Nikolić     |

## Átigazolások

### Átigazolások nyáron
| No. |     | Poszt | Játékos                                                      |
| --- | --- | ----- | ------------------------------------------------------------ |
| 7   | BRA | CS    | Paraiba (Londrina)                                           |
| 10  | POR | KP    | Renato Neto (Sporting, kölcsönbe)                            |
| 13  | HUN | K     | Somodi Bence (Gyirmót, lejárt a kölcsönszerződése)           |
| 16  | POR | KP    | Filipe Oliveira (Parma)                                      |
| 18  | MNE | CS    | Goran Vujović (Haladás, lejárt a kölcsönszerződése)          |
| 19  | HUN | CS    | Lencse László (Kecskeméti TE, lejárt a kölcsönszerződése)    |
| 21  | HUN | V     | Szekeres Adrián (MTK Budapest)                               |
| 22  | CPV | V     | Stopira (Feirense)                                           |
| 23  | BRA | V     | Kaká (Hertha BSC)                                            |
| 25  | HUN | KP    | Elek Ákos (Eskişehirspor, lejárt a kölcsönszerződése)        |
| 88  | HUN | CS    | Haraszti Zsolt (BFC Siófok, lejárt a kölcsönszerződése)      |
| ##  | HUN | V     | Fejes András (BFC Siófok, lejárt a kölcsönszerződése)        |
| ##  | HUN | KP    | Szakály Dénes (Zalaegerszegi TE, lejárt a kölcsönszerződése) |

| No. |     | Poszt | Játékos                                                      |
| --- | --- | ----- | ------------------------------------------------------------ |
| 7   | BRA | CS    | Paraiba (Londrina)                                           |
| 10  | POR | KP    | Renato Neto (Sporting, kölcsönbe)                            |
| 13  | HUN | K     | Somodi Bence (Gyirmót, lejárt a kölcsönszerződése)           |
| 16  | POR | KP    | Filipe Oliveira (Parma)                                      |
| 18  | MNE | CS    | Goran Vujović (Haladás, lejárt a kölcsönszerződése)          |
| 19  | HUN | CS    | Lencse László (Kecskeméti TE, lejárt a kölcsönszerződése)    |
| 21  | HUN | V     | Szekeres Adrián (MTK Budapest)                               |
| 22  | CPV | V     | Stopira (Feirense)                                           |
| 23  | BRA | V     | Kaká (Hertha BSC)                                            |
| 25  | HUN | KP    | Elek Ákos (Eskişehirspor, lejárt a kölcsönszerződése)        |
| 88  | HUN | CS    | Haraszti Zsolt (BFC Siófok, lejárt a kölcsönszerződése)      |
| ##  | HUN | V     | Fejes András (BFC Siófok, lejárt a kölcsönszerződése)        |
| ##  | HUN | KP    | Szakály Dénes (Zalaegerszegi TE, lejárt a kölcsönszerződése) |

| No. |     | Poszt | Játékos                                    |
| --- | --- | ----- | ------------------------------------------ |
| 7   | BRA | V     | Jeff Silva (Diósgyőr, kölcsönbe)           |
| 8   | SRB | CS    | Milan Perić (Ferencváros, kölcsönbe)       |
| 9   | POR | CS    | Evandro Brandão (Olhanense)                |
| 10  | HUN | KP    | Gosztonyi András (Diósgyőr)                |
| 18  | MNE | CS    | Goran Vujović                              |
| 19  | HUN | CS    | Lencse László (Íróní Kirjat Smóná)         |
| 23  | HUN | V     | Vaskó Tamás (Kecskeméti TE)                |
| 25  | HUN | KP    | Elek Ákos (Diósgyőr)                       |
| ##  | HUN | V     | Fejes András (BFC Siófok, kölcsönbe)       |
| ##  | HUN | KP    | Polonkai Attila (Videoton-Puskás Akadémia) |
| ##  | HUN | KP    | Szakály Dénes (Videoton-Puskás Akadémia)   |

| No. |     | Poszt | Játékos                                    |
| --- | --- | ----- | ------------------------------------------ |
| 7   | BRA | V     | Jeff Silva (Diósgyőr, kölcsönbe)           |
| 8   | SRB | CS    | Milan Perić (Ferencváros, kölcsönbe)       |
| 9   | POR | CS    | Evandro Brandão (Olhanense)                |
| 10  | HUN | KP    | Gosztonyi András (Diósgyőr)                |
| 18  | MNE | CS    | Goran Vujović                              |
| 19  | HUN | CS    | Lencse László (Íróní Kirjat Smóná)         |
| 23  | HUN | V     | Vaskó Tamás (Kecskeméti TE)                |
| 25  | HUN | KP    | Elek Ákos (Diósgyőr)                       |
| ##  | HUN | V     | Fejes András (BFC Siófok, kölcsönbe)       |
| ##  | HUN | KP    | Polonkai Attila (Videoton-Puskás Akadémia) |
| ##  | HUN | KP    | Szakály Dénes (Videoton-Puskás Akadémia)   |

## Statisztikák
Utolsó elszámolt mérkőzés dátuma: 2013. június 1.

### Mérkőzések
| Lejátszott mérkőzések száma        | 58 (30 OTP Bank Liga, 5 Magyar kupa, 11 Ligakupa, 12 Európa-liga) |
| Győzelmek száma                    | 31 (16 OTP Bank Liga, 4 Magyar kupa, 7 Ligakupa, 4 Európa-liga)   |
| Döntetlenek száma                  | 12 (6 OTP Bank Liga, 0 Magyar kupa, 2 Ligakupa, 4 Európa-liga)    |
| Vereségek száma                    | 15 (8 OTP Bank Liga, 1 Magyar kupa, 2 Ligakupa, 4 Európa-liga)    |
| Szerzett gólok száma               | 92                                                                |
| Kapott gólok száma                 | 59                                                                |
| Gólkülönbség                       | +33                                                               |
| Sárga lapok                        | 134                                                               |
| Kiállítások                        | 11                                                                |
| Legtöbbet figyelmeztetett játékos  | Marco Caneira (11 , 1                                             |
| Legnagyobb arányú győzelem         | Videoton 6–0 BFC Siófok (2013. 03. 29.)                           |
| Legnagyobb arányú vereség          | Ferencváros 5–1 Videoton (2013. 04. 24.)                          |
| Legmagasabb hazai nézőszám         | 11 232 néző, Videoton 0–0 Trabzonspor (2012. 08. 30.)             |
| Legalacsonyabb hazai nézőszám      | 100 néző, Videoton 2–0 Zalaegerszegi TE (2012. 10. 16.)           |
| Legtöbbször pályára lépett játékos | Nikolics Nemanja (51 mérkőzés)                                    |
| Házi gólkirály                     | Nikolics Nemanja (27 )                                            |
| Pontok                             | 105/175 (60,0%)                                                   |

### Kiírások
| Kiírás        | Statisztikák | Statisztikák | Statisztikák | Statisztikák | Statisztikák | Statisztikák | Kezdő forduló   | Végső forduló/ helyezés | Mérkőzések dátumai | Mérkőzések dátumai |
| Kiírás        | M            | GY           | D            | V            | LG–KG        | GK           | Kezdő forduló   | Végső forduló/ helyezés | Első               | Utolsó             |
| ------------- | ------------ | ------------ | ------------ | ------------ | ------------ | ------------ | --------------- | ----------------------- | ------------------ | ------------------ |
| OTP Bank Liga | 30           | 16           | 6            | 8            | 52–24        | +28          | —               |                         | 2012. 07. 29.      | 2013. 06. 01.      |
| Magyar kupa   | 5            | 4            | 0            | 1            | 14–6         | +8           | 3. forduló      | Elődöntő                | 2012. 10. 31.      | 2013. 05. 08.      |
| Ligakupa      | 11           | 7            | 2            | 2            | 16–10        | +6           | Csoportkör      | 2.                      | 2012. 09. 05.      | 2013. 04. 24.      |
| Európa-liga   | 12           | 5            | 3            | 4            | 15–11        | +4           | 2. selejtezőkör | Csoportkör              | 2012. 07. 19.      | 2012. 12. 07.      |

## OTP Bank Liga

### Mérkőzések
| 1. forduló 2012. július 29. 18:30 |

| Videoton                                            | 1 – 1               | Lombard Pápa                                    |
| --------------------------------------------------- | ------------------- | ----------------------------------------------- |
| Nikolics N. 53' Haraszti 16' Vaskó 33' Mitrović 46' | (0 – 1) Jegyzőkönyv | Seye 25' 36' Arsić 32' Quintero 66' Tóth G. 86' |

| Sóstói Stadion, Székesfehérvár Nézőszám: 2 274 Játékvezető: Radványi Ádám (magyar) |

| 2. forduló 2012. augusztus 5. 15:30 |

| Újpest                              | 0 – 1               | Videoton                                                |
| ----------------------------------- | ------------------- | ------------------------------------------------------- |
| Christ 30' Mihajlović 31' Kabát 45' | (0 – 0) Jegyzőkönyv | Torghelle 66' 25' Vinícius 42′ Božović 78' Szolnoki 81′ |

| Szusza Ferenc Stadion, Budapest Nézőszám: 3 457 Játékvezető: Iványi Zoltán (magyar) |

| 3. forduló 2012. augusztus 12. 15:30 |

| Videoton                                                         | 0 – 1               | Budapest Honvéd                                                                          |
| ---------------------------------------------------------------- | ------------------- | ---------------------------------------------------------------------------------------- |
| Mitrović 20' Haraszti 38' Caneira 42' Kovács 62' Renato Neto 69' | (0 – 1) Jegyzőkönyv | Živanović 11' Diaby 20' Ignjatović 30' Lovrić 76' Faggyas 79' Kemenes 90+2′ Baráth 90+4' |

| Sóstói Stadion, Székesfehérvár Nézőszám: 3 520 Játékvezető: Szabó Zsolt (magyar) |

| 4. forduló 2012. augusztus 19. 18:30 |

| Videoton                                                                       | 2 – 1               | Egri FC                                         |
| ------------------------------------------------------------------------------ | ------------------- | ----------------------------------------------- |
| Torghelle 87' Nikolics N. 90+2' (11-esből) Oliveira 23' Tóth 40' Caneira 90+4' | (0 – 0) Jegyzőkönyv | Koós 56' 67' Hamouz 6' Pisanjuk 27' Preklet 82' |

| Sóstói Stadion, Székesfehérvár Nézőszám: 2 200 Játékvezető: Veizer Roland (magyar) |

| 5. forduló 2012. augusztus 26. 18:30 |

| Videoton                                     | 2 – 1               | Haladás                                                                   |
| -------------------------------------------- | ------------------- | ------------------------------------------------------------------------- |
| Gyurcsó 61' 63' Renato Neto 65' Szolnoki 76′ | (0 – 0) Jegyzőkönyv | Andorka 80' Nagy 14' Halmosi 18' Guzmics 20' Korolovszky 39' Schimmer 85' |

| Sóstói Stadion, Székesfehérvár Nézőszám: 2 480 Játékvezető: Andó-Szabó Sándor (magyar) |

| 6. forduló 2012. szeptember 2. 18:30 |

| BFC Siófok                                                  | 1 – 3               | Videoton                                        |
| ----------------------------------------------------------- | ------------------- | ----------------------------------------------- |
| Zamostny 84' Kiss 54' Kecskés 60' Nyári 66' Deák István 75′ | (0 – 1) Jegyzőkönyv | Haraszti 14' Mitrović 77' Oliveira 90' Tóth 57' |

| Révész Géza utca, Siófok Nézőszám: 1 800 Játékvezető: Kassai Viktor (magyar) |

| 7. forduló 2012. szeptember 15. 14:00 |

| Videoton                              | 0 – 0               | Diósgyőr                                 |
| ------------------------------------- | ------------------- | ---------------------------------------- |
| Stopira 29' Caneira 57' Torghelle 81' | (0 – 0) Jegyzőkönyv | Takács 8' Vági 26' Ribánszki 78' Gal 81' |

| Sóstói Stadion, Székesfehérvár Nézőszám: 3 500 Játékvezető: Oláh Gábor (magyar) |

| 8. forduló 2012. szeptember 23. 16:30 |

| Videoton                                 | 0 – 1               | Győri ETO                                |
| ---------------------------------------- | ------------------- | ---------------------------------------- |
| Mitrović 58' Caneira 76' Torghelle 90+3′ | (0 – 0) Jegyzőkönyv | Koltai 67' Kronaveter 53' Pilibaitis 54' |

| Sóstói Stadion, Székesfehérvár Nézőszám: 3 680 Játékvezető: Fábián Mihály (magyar) |

| 9. forduló 2012. szeptember 29. 18:30 |

| Paksi FC                                   | 1 – 1               | Videoton                |
| ------------------------------------------ | ------------------- | ----------------------- |
| Tököli 8' Báló 79' Fiola 90′ Heffler 90+2' | (1 – 0) Jegyzőkönyv | Kovács 76' Oliveira 88' |

| Fehérvári út, Paks Nézőszám: 2 000 Játékvezető: Szabó Zsolt (magyar) |

| 10. forduló 2012. október 7. 16:30 |

| Videoton                              | 1 – 2               | Ferencváros                                                     |
| ------------------------------------- | ------------------- | --------------------------------------------------------------- |
| Nikolics N. 69' (11-esből) Caneira 6' | (0 – 1) Jegyzőkönyv | Józsi 7' (11-esből) Böde 74' 39' Gyömbér 12' Jova 30' Klein 68' |

| Sóstói Stadion, Székesfehérvár Nézőszám: 5 616 Játékvezető: Iványi Zoltán (magyar) |

| 11. forduló 2012. október 19. 17:00 |

| MTK Budapest                                                 | 3 – 2               | Videoton                                    |
| ------------------------------------------------------------ | ------------------- | ------------------------------------------- |
| Tischler 21' 86' Csiki 33' Wolfe 42' Hegedüs 80' Kelemen 90′ | (2 – 0) Jegyzőkönyv | Nikolics N. 81' (11-esből) Sándor 90+2' 71' |

| Hidegkuti Nándor Stadion, Budapest Nézőszám: 1 300 Játékvezető: Németh Ádám (magyar) |

| 12. forduló 2012. október 28. 16:30 |

| Videoton                                       | 3 – 1               | Debreceni VSC          |
| ---------------------------------------------- | ------------------- | ---------------------- |
| Torghelle 22' Oliveira 61' 75' Nikolics N. 75' | (1 – 0) Jegyzőkönyv | Coulibaly 65' Nagy 79' |

| Sóstói Stadion, Székesfehérvár Nézőszám: 3 023 Játékvezető: Kassai Viktor (magyar) |

| 13. forduló 2012. november 4. 16:30 |

| Kaposvári Rákóczi                           | 0 – 2               | Videoton                                                    |
| ------------------------------------------- | ------------------- | ----------------------------------------------------------- |
| Kovács 20' Jánvári 23' Okuka 46' Balázs 51' | (0 – 0) Jegyzőkönyv | Nikolics N. 47' 79' Renato Neto 14' Oliveira 46' Kovács 89' |

| Rákóczi Stadion, Kaposvár Nézőszám: 3 000 Játékvezető: Bognár Tamás (magyar) |

| 14. forduló 2012. november 11. 18:30 |

| Videoton                                                         | 2 – 0               | Kecskeméti TE                                          |
| ---------------------------------------------------------------- | ------------------- | ------------------------------------------------------ |
| Nikolics N. 64' 30' Mitrović 87' Brachi 7' Szolnoki 53' Tóth 59' | (0 – 0) Jegyzőkönyv | Forró 45' Salami 50' Vaskó 54' Farkas 59′ Litsingi 61' |

| Sóstói Stadion, Székesfehérvár Nézőszám: 2 423 Játékvezető: Farkas Ádám (magyar) |

| 15. forduló 2012. november 17. 18:30 |

| Pécsi MFC                           | 0 – 0               | Videoton                            |
| ----------------------------------- | ------------------- | ----------------------------------- |
| Akran 32' Horváth 54' Zeljkovič 61' | (0 – 0) Jegyzőkönyv | Sándor 35' Brachi 63' Torghelle 78' |

| PMFC Stadion, Pécs Nézőszám: 3 500 Játékvezető: Andó-Szabó Sándor (magyar) |

| 16. forduló 2012. november 25. 18:30 |

| Lombard Pápa                                | 1 – 0               | Videoton                                  |
| ------------------------------------------- | ------------------- | ----------------------------------------- |
| Seye 39' Tóth B. 34' Marić 59' Quintero 72' | (1 – 0) Jegyzőkönyv | Sándor 24' Vinícius 34′ Tóth 47' Kaká 73' |

| Perutz Stadion, Pápa Nézőszám: 1 000 Játékvezető: Takács János (magyar) |

| 17. forduló 2012. december 2. 16:30 |

| Videoton                       | 1 – 1               | Újpest               |
| ------------------------------ | ------------------- | -------------------- |
| Renato Neto 26' 79' Kovács 23' | (1 – 1) Jegyzőkönyv | Remili 8' Balogh 25' |

| Sóstói Stadion, Székesfehérvár Nézőszám: 3 124 Játékvezető: Kassai Viktor (magyar) |

| 18. forduló 2013. március 3. 18:30 |

| Budapest Honvéd                   | 0 – 4               | Videoton                                                     |
| --------------------------------- | ------------------- | ------------------------------------------------------------ |
| Alcibiade 31' Hidi 44' Vernes 64' | (0 – 3) Jegyzőkönyv | Mitrović 25' 75' Oliveira 31' Kovács 35' Tóth 61' Brachi 77' |

| Bozsik József Stadion, Budapest Nézőszám: 2 000 Játékvezető: Andó-Szabó Sándor (magyar) |

| 19. forduló 2013. március 9. 16:00 |

| Egri FC                              | 0 – 4               | Videoton                               |
| ------------------------------------ | ------------------- | -------------------------------------- |
| Raković 16' Pavičević 52' Dobrić 63' | (0 – 2) Jegyzőkönyv | Szekeres 11' 54' Brachi 17' Kovács 60' |

| Ligeti Stadion, Vác Nézőszám: 450 Játékvezető: Szilasi Szabolcs (magyar) |

| 20. forduló 2013. április 10. 16:00 |

| Haladás              | 0 – 1               | Videoton                                     |
| -------------------- | ------------------- | -------------------------------------------- |
| Iszlai 15' Simon 89' | (0 – 1) Jegyzőkönyv | Álvarez 33' Brachi 10' Gomes 57' Božović 82' |

| Rohonci út, Szombathely Nézőszám: 1 972 Játékvezető: Solymosi Péter (magyar) |

- Elhalasztott mérkőzés.

| 21. forduló 2013. március 29. 19:00 |

| Videoton                                                                                                 | 6 – 0               | BFC Siófok                   |
| --- | ------------------- | ---------------------------- |
| Mitrović 60' Nikolics N. 67' (11-esből) 84' Gyurcsó 77' Juhász 90' Oliveira 90+3' Kovács 37' Paraiba 63' | (0 – 0) Jegyzőkönyv | Máté 40' Fehér 57' Tímár 66′ |

| Sóstói Stadion, Székesfehérvár Nézőszám: 2 500 Játékvezető: Vad II. István (magyar) |

| 22. forduló 2013. április 7. 18:30 |

| Diósgyőr                                                         | 2 – 1               | Videoton                                                           |
| ---------------------------------------------------------------- | ------------------- | ------------------------------------------------------------------ |
| Luque 10' 59' Fernando 22' Gosztonyi 67' Ribánszki 75' Gohér 86' | (2 – 0) Jegyzőkönyv | Nikolics N. 80' Oliveira 59' Juhász 65' Caneira 90+1' Brachi 90+4' |

| DVTK-stadion, Miskolc Nézőszám: 4 315 Játékvezető: Szabó Zsolt (magyar) |

| 23. forduló 2013. április 14. 16:30 |

| Győri ETO                            | 1 – 1               | Videoton                                |
| ------------------------------------ | ------------------- | --------------------------------------- |
| Kamber 68' 68' Kink 70' Pátkai 90+2' | (0 – 0) Jegyzőkönyv | Tóth 64' 73' Vinícius 65' Torghelle 66' |

| ETO Park, Győr Nézőszám: 9 500 Játékvezető: Kassai Viktor (magyar) |

| 24. forduló 2013. április 20. 16:00 |

| Videoton                                     | 2 – 0               | Paksi FC              |
| -------------------------------------------- | ------------------- | --------------------- |
| Gyurcsó 25' Caneira 68' Tóth 38' Paraiba 75' | (1 – 0) Jegyzőkönyv | Könyves 68' Eppel 83' |

| Sóstói Stadion, Székesfehérvár Nézőszám: 2 904 Játékvezető: Bognár Tamás (magyar) |

| 25. forduló 2013. április 28. 16:30 |

| Ferencváros             | 0 – 1               | Videoton                                             |
| ----------------------- | ------------------- | ---------------------------------------------------- |
| Aborah 79' Jenner 90+2′ | (0 – 1) Jegyzőkönyv | Torghelle 1' 66' Álvarez 10' Juhász 68' Szolnoki 79' |

| Puskás Ferenc Stadion, Budapest Nézőszám: 10 128 Játékvezető: Kassai Viktor (magyar) |

| 26. forduló 2013. május 3. 17:00 |

| Videoton                                 | 2 – 0               | MTK Budapest            |
| ---------------------------------------- | ------------------- | ----------------------- |
| Mitrović 5' Nikolics N. 84' 84' Tóth 87' | (1 – 0) Jegyzőkönyv | Balajti 42' Wolfe 90+1' |

| Sóstói Stadion, Székesfehérvár Nézőszám: 3 221 Játékvezető: Bognár Tamás (magyar) |

| 27. forduló 2013. május 12. 16:30 |

| Debreceni VSC                        | 2 – 1               | Videoton                                        |
| ------------------------------------ | ------------------- | ----------------------------------------------- |
| Bódi 39' Kulcsár 57' Coulibaly 90+2' | (1 – 1) Jegyzőkönyv | Torghelle 29' Paraiba 16' Juhász 36' Brachi 61' |

| Oláh Gábor utca, Debrecen Nézőszám: 7 000 Játékvezető: Vad II. István (magyar) |

| 28. forduló 2013. május 18. 18:30 |

| Videoton                         | 2 – 1               | Kaposvári Rákóczi                |
| -------------------------------- | ------------------- | -------------------------------- |
| Álvarez 29' Kovács 54' Gomes 44' | (1 – 0) Jegyzőkönyv | Thian 77' Vručina 17' Oláh 90+3' |

| Sóstói Stadion, Székesfehérvár Nézőszám: 3 250 Játékvezető: Solymosi Péter (magyar) |

| 29. forduló 2013. május 26. 18:30 |

| Kecskeméti TE          | 1 – 5               | Videoton                                                                                            |
| ---------------------- | ------------------- | --------------------------------------------------------------------------------------------------- |
| Mohl 37' 79' Vaskó 69' | (1 – 2) Jegyzőkönyv | Juhász 16' 86' Szolnoki 22' Torghelle 53' Paraiba 62' Gyurcsó 31' Mitrović 70' Caneira 81' Tóth 81' |

| Széktói Stadion, Kecskemét Nézőszám: 1 000 Játékvezető: Oláh Gábor (magyar) |

| 30. forduló 2013. június 1. 18:30 |

| Videoton                                                                    | 1 – 2               | Pécsi MFC                                              |
| --------------------------------------------------------------------------- | ------------------- | ------------------------------------------------------ |
| Nikolics N. 3' Kovács 50' Paraiba 61' Mitrović 70' Szolnoki 80' Stopira 90' | (1 – 0) Jegyzőkönyv | Márkvárt 66' Koller 75' Grumić 18' Lantos 42' Beke 80' |

| Sóstói Stadion, Székesfehérvár Nézőszám: 3 620 Játékvezető: Németh Ádám (magyar) |

### A végeredmény
| #   | Csapat                | M  | GY | D  | V  | G+ – G– | GK  | P  | Megjegyzések                                   |
| --- | --------------------- | -- | -- | -- | -- | ------- | --- | -- | ---------------------------------------------- |
| 1.  | Győri ETO (B)         | 30 | 19 | 7  | 4  | 57–33   | +24 | 64 | 2013–2014-es Bajnokok Ligája – 2. selejtezőkör |
| 2.  | Videoton (I)          | 30 | 16 | 6  | 8  | 52–24   | +28 | 54 | 2013–2014-es Európa-liga – 1. selejtezőkör     |
| 3.  | Budapest Honvéd (I)   | 30 | 15 | 7  | 8  | 50–36   | +14 | 52 | 2013–2014-es Európa-liga – 1. selejtezőkör     |
| 4.  | MTK BudapestÚ         | 30 | 15 | 6  | 9  | 43–30   | +13 | 51 |                                                |
| 5.  | Ferencváros           | 30 | 13 | 10 | 7  | 51–36   | +15 | 49 |                                                |
| 6.  | Debreceni VSCCV (KGY) | 30 | 14 | 4  | 12 | 47–36   | +11 | 46 | 2013–2014-es Európa-liga – 2. selejtezőkör1    |
| 7.  | Kecskeméti TE         | 30 | 12 | 8  | 10 | 42–42   | 0   | 44 |                                                |
| 8.  | Haladás               | 30 | 11 | 11 | 8  | 36–27   | +9  | 44 |                                                |
| 9.  | Újpest                | 30 | 11 | 8  | 11 | 40–42   | −2  | 41 |                                                |
| 10. | Diósgyőr              | 30 | 9  | 11 | 10 | 31–39   | −8  | 38 |                                                |
| 11. | Kaposvári Rákóczi     | 30 | 10 | 7  | 13 | 35–38   | −3  | 37 |                                                |
| 12. | Pécsi MFC             | 30 | 10 | 7  | 13 | 33–44   | −11 | 37 |                                                |
| 13. | Paksi FC              | 30 | 8  | 11 | 11 | 40–38   | +2  | 35 |                                                |
| 14. | Lombard Pápa          | 30 | 7  | 7  | 16 | 26–46   | −20 | 28 |                                                |
| 15. | BFC Siófok (K)        | 30 | 7  | 4  | 19 | 31–61   | −30 | 25 | NB II                                          |
| 16. | Egri FCÚ (K)          | 30 | 3  | 6  | 21 | 25–67   | −42 | 15 | NB II                                          |

Forrás: MLSZ adatbank 
A rangsorolás alapszabályai: 1. összpontszám, 2. győzelmek száma, 3. gólkülönbség, 4. szerzett gólok száma, 5. egymás elleni eredmények összpontszáma,  6. egymás elleni eredmények gólkülönbsége, 7. egymás elleni eredmények szerzett góljainak száma, 8. egymás elleni eredmények idegenben szerzett góljainak száma.
1 A Debreceni VSC a 2013–14-es Európa-liga 2. selejtezőkörében indulhat, kupagyőztesként.
(B): Bajnokcsapat, (K): Kieső csapat, (F): Feljutó csapat, (I): Kupainduló, (R): A rájátszás győztese, (KGY): Kupagyőztes

### Eredmények összesítése
Az alábbi táblázatban összesítve szerepelnek a Videoton FC 2012/13-as bajnokságban elért eredményei.
| Ősz/tavasz (forduló)    | Otthon | Otthon | Otthon | Otthon | Otthon | Otthon | Otthon | Idegenben | Idegenben | Idegenben | Idegenben | Idegenben | Idegenben | Idegenben |
| Ősz/tavasz (forduló)    | M      | GY     | D      | V      | LG–KG  | GK     | P      | M         | GY        | D         | V         | LG–KG     | GK        | P         |
| ----------------------- | ------ | ------ | ------ | ------ | ------ | ------ | ------ | --------- | --------- | --------- | --------- | --------- | --------- | --------- |
| Őszi szezon (1–17.)     | 10     | 4      | 3      | 3      | 12–9   | +3     | 15     | 7         | 3         | 2         | 2         | 9–6       | +3        | 11        |
| Tavaszi szezon (18–30.) | 5      | 4      | 0      | 1      | 13–3   | +10    | 12     | 8         | 5         | 1         | 2         | 18–6      | +12       | 16        |
| Összesen (1–30.)        | 15     | 8      | 3      | 4      | 25–12  | +13    | 27     | 15        | 8         | 3         | 4         | 27–12     | +15       | 27        |

### Helyezések fordulónként
| Forduló  | 1 | 2  | 3 | 4  | 5  | 6  | 7 | 8 | 9 | 10 | 11 | 12 | 13 | 14 | 15 | 16 | 17 | 18 | 19 | 20 | 21 | 22 | 23 | 24 | 25 | 26 | 27 | 28 | 29 | 30 |
| -------- | - | -- | - | -- | -- | -- | - | - | - | -- | -- | -- | -- | -- | -- | -- | -- | -- | -- | -- | -- | -- | -- | -- | -- | -- | -- | -- | -- | -- |
| Helyszín | O | I  | O | O  | O  | I  | O | O | I | O  | I  | O  | I  | O  | I  | I  | O  | I  | I  | I  | O  | I  | I  | O  | I  | O  | I  | O  | I  | O  |
| Eredmény | D | GY | V | GY | GY | GY | D | V | D | V  | V  | GY | GY | GY | D  | V  | D  | GY | GY | GY | GY | V  | D  | GY | GY | GY | V  | GY | GY | V  |
| Helyezés | 8 | 5  | 8 | 5  | 5  | 5  | 4 | 5 | 5 | 7  | 7  | 4  | 4  | 4  | 4  | 4  | 4  | 4  | 4  | 3  | 3  | 3  | 3  | 2  | 2  | 2  | 2  | 2  | 2  | 2  |

Helyszín: O = Otthon; I = Idegenben. Eredmény: GY = Győzelem; D = Döntetlen; V = Vereség.

## Magyar kupa
3. forduló
| 2012. október 31. 18:00 |

| Videoton                                       | 2 – 0 (h. u.)                     | Haladás                                     |
| ---------------------------------------------- | --------------------------------- | ------------------------------------------- |
| Nikolics N. 95' 100' Torghelle 67' Caneira 84' | (0 – 0, 0 – 0, 2 – 0) Jegyzőkönyv | Ugrai 40' Kulcsár 60' Iszlai 65' Búrány 87' |

| Sóstói Stadion, Székesfehérvár Nézőszám: 1 521 Játékvezető: Solymosi Péter (magyar) |

Továbbjutott a Videoton, 2–0-s összesítéssel.
Nyolcaddöntő
| Első mérkőzés 2013. február 2. 16:00 |

| Videoton                            | 4 – 0               | Zalaegerszegi TE (NB II) |
| ----------------------------------- | ------------------- | ------------------------ |
| Oliveira 2' 65' Nikolics N. 30' 35' | (3 – 0) Jegyzőkönyv |                          |

| Sóstói Stadion, Székesfehérvár Nézőszám: 2 000 Játékvezető: Andó-Szabó Sándor (magyar) |

| Visszavágó 2013. február 9. 15:00 |

| Zalaegerszegi TE (NB II)                                                                   | 3 – 6               | Videoton |
| ------------------------------------------------------------------------------------------ | ------------------- | --- |
| Nánási 18' Pavićević 45' (11-esből) Grbić 62' 30' Kovács 37' Máté 66' Hajdú 67' Babati 73' | (2 – 3) Jegyzőkönyv | U. Nikolić 5' 21' Vinícius 8' 54' Kovács I. 72' Oliveira 81' 67' Nikolics N. 86' Szekeres 45′ Paraiba 46' Caneira 67' |

| ZTE Aréna, Zalaegerszeg Nézőszám: 1 200 Játékvezető: Kassai Viktor (magyar) |

Továbbjutott a Videoton, 10–3-as összesítéssel.
Negyeddöntő
- A Videoton játék nélkül jutott az elődöntőbe.[2]

Elődöntő
| 2013. április 17. 18:00 |

| Videoton                                        | 0 – 2               | Győri ETO                                                      |
| ----------------------------------------------- | ------------------- | -------------------------------------------------------------- |
| Brachi 30' Stopira 52' Juhász 77' Torghelle 85' | (0 – 1) Jegyzőkönyv | Střeštík 31' Tokody 67' 24' Pátkai 48' Lipták 82' Andrić 90+1' |

| Sóstói Stadion, Székesfehérvár Nézőszám: 3 000 Játékvezető: Andó-Szabó Sándor (magyar) |

| 2013. május 8. 18:00 |

| Győri ETO                                | 1 – 2               | Videoton                                                 |
| ---------------------------------------- | ------------------- | -------------------------------------------------------- |
| Kink 90+2' 23' Střeštík 63' Molnár 90+3' | (0 – 0) Jegyzőkönyv | Kovács 57' Brachi 73' (11-esből) Mitrović 17' Juhász 75′ |

| ETO Park, Győr Nézőszám: 3 400 Játékvezető: Szilasi Szabolcs (magyar) |

Továbbjutott a Győri ETO, 3–2-es összesítéssel.

## Ligakupa

### Csoportkör (C csoport)
| 1. forduló 2012. szeptember 5. 18:00 |

| Kaposvári Rákóczi                           | 1 – 1               | Videoton                |
| ------------------------------------------- | ------------------- | ----------------------- |
| Kovacevic 1' Kovács 28' Thian 67' Major 79' | (1 – 1) Jegyzőkönyv | Paraíba 26' Kiprich 50' |

| Rákóczi Stadion, Kaposvár Nézőszám: 150 Játékvezető: Berke Balázs (magyar) |

| 2. forduló 2012. szeptember 8. 18:00 |

| Videoton                                         | 2 – 0               | Lombard Pápa                           |
| ------------------------------------------------ | ------------------- | -------------------------------------- |
| Neto 30' Nikolics N. 58' Brachi 20′ Oliveira 35' | (1 – 0) Jegyzőkönyv | Dlusztus 17' Marić 69' Rodenbücher 70' |

| Sóstói Stadion, Székesfehérvár Nézőszám: 1 300 Játékvezető: Kiss Norbert (magyar) |

| 3. forduló 2012. október 10. 17:00 |

| Zalaegerszegi TE                  | 0 – 2               | Videoton                                  |
| --------------------------------- | ------------------- | ----------------------------------------- |
| Horváth 57' Juhász 67' Nánási 90′ | (0 – 1) Jegyzőkönyv | Tar 33' Vachtler 81' Nagy 82′ Barcsay 90' |

| ZTE Aréna, Zalaegerszeg Nézőszám: 350 Játékvezető: Szőts Gergely (magyar) |

| 4. forduló 2012. október 16. 14:00 |

| Videoton                         | 2 – 0               | Zalaegerszegi TE                            |
| -------------------------------- | ------------------- | ------------------------------------------- |
| Haraszti 34' 70' 80' Kiprich 58' | (1 – 0) Jegyzőkönyv | Horváth 19' Mavolo 33' Juhász 45' Grbić 68' |

| Felcsúti Sportkomplexum, Felcsút Nézőszám: 100 Játékvezető: Farkas Tibor (magyar) |

| 5. forduló 2012. november 13. 16:00 |

| Lombard Pápa                  | 2 – 1               | Videoton                    |
| ----------------------------- | ------------------- | --------------------------- |
| Seye 72' Szabó 76' Király 61' | (0 – 1) Jegyzőkönyv | Paraiba 7' 90+1' Károly 70' |

| Perutz Stadion, Pápa Nézőszám: 200 Játékvezető: Vad II. István (magyar) |

| 6. forduló 2012. október 13. 17:00 |

| Videoton        | 1 – 0               | Kaposvári Rákóczi     |
| --------------- | ------------------- | --------------------- |
| Nikolics N. 76' | (0 – 0) Jegyzőkönyv | Vručina 36' Okuka 85' |

| Sóstói Stadion, Székesfehérvár Nézőszám: 1 300 Játékvezető: Berke Balázs (magyar) |

### A C csoport végeredménye
| Csapat            | M | Gy | D | V | G+ | G– | Gk | P  |
| ----------------- | - | -- | - | - | -- | -- | -- | -- |
| Videoton          | 6 | 4  | 1 | 1 | 9  | 3  | +6 | 13 |
| Lombard Pápa      | 6 | 4  | 0 | 2 | 9  | 8  | +1 | 12 |
| Kaposvári Rákóczi | 6 | 1  | 2 | 3 | 6  | 8  | –2 | 5  |
| Zalaegerszegi TE  | 6 | 1  | 1 | 4 | 5  | 10 | –5 | 4  |

### Negyeddöntő
| Első mérkőzés 2013. február 20. 16:45 |

| Videoton                                            | 1 – 0               | Debreceni VSC                                       |
| --------------------------------------------------- | ------------------- | --------------------------------------------------- |
| Nikolics 62' Brachi 38' Oliveira 65' Mitrović 90+3' | (0 – 0) Jegyzőkönyv | Bódi 29' Czvitkovics 45' Luis Ramos 45′ Šimac 90+3' |

| Sóstói Stadion, Székesfehérvár Nézőszám: 3 000 Játékvezető: Iványi Zoltán (magyar) |

| Visszavágó 2013. március 6. 18:00 |

| Debreceni VSC                       | 0 – 0               | Videoton                  |
| ----------------------------------- | ------------------- | ------------------------- |
| Szécsi 66' Bouadla 85' Ferenczi 89' | (0 – 0) Jegyzőkönyv | Oliveira 14' Vinícius 64' |

| Oláh Gábor utca, Debrecen Nézőszám: 2 000 Játékvezető: Farkas Ádám (magyar) |

Továbbjutott a Videoton, 1–0-s összesítéssel.

### Elődöntő
| Első mérkőzés 2013. március 21. 17:15 |

| Videoton                                            | 3 – 1               | Pécsi MFC                                          |
| --------------------------------------------------- | ------------------- | -------------------------------------------------- |
| Paraíba 12' Mitrović 19' Nikolics N. 55' Juhász 36' | (2 – 1) Jegyzőkönyv | Vinícius 4' (öngól) Koller 23' Fodor 75' Lázár 77' |

| Sóstói Stadion, Székesfehérvár Nézőszám: 1 000 Játékvezető: Iványi Zoltán (magyar) |

| Visszavágó 2013. március 24. 18:00 |

| Pécsi MFC                | 1 – 2               | Videoton                                                       |
| ------------------------ | ------------------- | -------------------------------------------------------------- |
| Koller 18' Zeljkovič 16' | (1 – 0) Jegyzőkönyv | Nikolics N. 77' Mitrović 90' Álvarez 16' Stopira 55' Gomes 73' |

| PMFC Stadion, Pécs Nézőszám: 1 000 Játékvezető: Erdős József (magyar) |

- Továbbjutott a Videoton, 5–2-es összesítéssel.

### Döntő
| 2013. április 24. 17:30 |

| Ferencváros                                                                              | 5 – 1                         | Videoton                                                               |
| ---------------------------------------------------------------------------------------- | ----------------------------- | ---------------------------------------------------------------------- |
| Čukić 21' 69' Jenner 27' Aborah 39' 70' 88' Somália 75' Bešić 13' Bönig 73' Leonardo 87' | (3 – 1) Jegyzőkönyv Részletek | 23' Mitrović 44' Álvarez 45' Vinícius 49' Juhász 51' Gomes 88' Stopira |

| Sóstói Stadion, Székesfehérvár Nézőszám: 6 200 Játékvezető: Farkas Ádám (magyar) |

## Szuperkupa
| 2012. július 11. 20:15 |

| Debreceni VSC                                               | 1 – 1                            | Videoton                                    |
| ----------------------------------------------------------- | -------------------------------- | ------------------------------------------- |
| Bódi 2' 74' Kulcsár 53' Korhut 57' Varga 66' Luis Ramos 88' | (1 – 0) ] Jegyzőkönyv] Részletek | Kovács 71' Mitrović 87' Torghelle 90+1'     |
| Büntetőpárbaj                                               |                                  |                                             |
| Szakály Korhut Sidibe Bódi                                  | 3 – 5                            | Nikolics N. Mitrović Gyurcsó Brachi Caneira |

| Sóstói Stadion, Székesfehérvár Nézőszám: 5 000 Játékvezető: Bognár Tamás (magyar) |

## Európa-liga
2. selejtezőkör
| 2012. július 19. 20:15 |

| Slovan Bratislava       | 1 – 1               | Videoton                     |
| ----------------------- | ------------------- | ---------------------------- |
| Šebo 26' Kladrubský 60' | (1 – 1) Jegyzőkönyv | Oliveira 30' 33' Gyurcsó 64' |

| Pasienky Stadion, Pozsony Nézőszám: 6 248 Játékvezető: Aleksei Nikolaev (orosz) |

| 2012. július 26. 20:30 |

| Videoton                                             | 0 – 0               | Slovan Bratislava                       |
| ---------------------------------------------------- | ------------------- | --------------------------------------- |
| Nikolics 42' Kovács 75' Walter Lee 86' Božović 90+3' | (0 – 0) Jegyzőkönyv | Milinković 47' Peltier 70' Bagayoko 74' |

| Sóstói Stadion, Székesfehérvár Nézőszám: 8 028 Játékvezető: Antony Gautier (francia) |

Továbbjutott a Videoton, 1–1-es összesítéssel, idegenben lőtt góllal.
3. selejtezőkör
| 2012. augusztus 2. 20:30 |

| Videoton                                                      | 1 – 0               | KAA Gent |
| ------------------------------------------------------------- | ------------------- | -------- |
| Nikolics N. 78' Caneira 43' Gyurcsó 63' Tóth 67' Kovács 90+1' | (0 – 0) Jegyzőkönyv | Arzo 33' |

| Sóstói Stadion, Székesfehérvár Nézőszám: 5 900 Játékvezető: Paolo Silvio Mazzoleni (olasz) |

| 2012. augusztus 9. 19:30 |

| KAA Gent                                       | 0 – 3               | Videoton                                                    |
| ---------------------------------------------- | ------------------- | ----------------------------------------------------------- |
| Arzo 32' Melli 33' Brüls 64′ Messoudi 74′, 85′ | (0 – 1) Jegyzőkönyv | Oliveira 13' 55' Nikolics N. 68' 71' Sándor 33' Gyurcsó 38' |

| Jules Ottenstadion, Gent Nézőszám: 5 828 Játékvezető: Aleksei Nikolaev (orosz) |

Továbbjutott a Videoton, 4–0-s összesítéssel.
Rájátszás
| 2012. augusztus 23. 20:00 |

| Trabzonspor | 0 – 0               | Videoton                         |
| ----------- | ------------------- | -------------------------------- |
|             | (0 – 0) Jegyzőkönyv | Caneira 34' Stopira 50' Tóth 58' |

| Hüseyin Avni Aker Stadium, Trabzon Nézőszám: 22 778 Játékvezető: Euan Norris (skót) |

| 2012. augusztus 30. 20:30 |

| Videoton                                 | 0 – 0 (h. u.)       | Trabzonspor                                 |
| ---------------------------------------- | ------------------- | ------------------------------------------- |
| Mitrović 66' Vinícius 69' Stopira 120+1' | (0 – 0) Jegyzőkönyv | Balcı 69' Zokora 100' Bamba 117' Yumlu 118' |
| Büntetőpárbaj                            |                     |                                             |
| Caneira Brachi Gyurcsó Mitrović          | 4 – 2               | Sapara Vittek Aydoğdu Zokora                |

| Sóstói Stadion, Székesfehérvár Nézőszám: 11 232 Játékvezető: Martin Hansson (svéd) |

Továbbjutott a Videoton, büntetőrúgások után 4–2-vel.
Csoportkör (G csoport)
| Csapat      | M | Gy | D | V | G+ | G– | Gk | P  |
| ----------- | - | -- | - | - | -- | -- | -- | -- |
| KRC Genk    | 6 | 3  | 3 | 0 | 9  | 4  | +5 | 12 |
| FC Basel    | 6 | 2  | 3 | 1 | 7  | 4  | +3 | 9  |
| Videoton    | 6 | 2  | 0 | 4 | 6  | 8  | –2 | 6  |
| Sporting CP | 6 | 1  | 2 | 3 | 4  | 10 | –6 | 5  |

| 2012. szeptember 20. 21:05 |

| KRC Genk                               | 3 – 0               | Videoton   |
| -------------------------------------- | ------------------- | ---------- |
| Vossen 22' Buffel 78' De Ceulaer 90+2' | (1 – 0) Jegyzőkönyv | Brachi 90' |

| Cristal Arena, Genk Nézőszám: 10 000 Játékvezető: Laurent Duhamel (francia) |

| 2012. október 4. 19:00 |

| Videoton                                      | 3 – 0               | Sporting CP |
| --------------------------------------------- | ------------------- | ----------- |
| Vinícius 15' Oliveira 21' Nikolics N. 35' 36' | (3 – 0) Jegyzőkönyv |             |

| Sóstói Stadion, Székesfehérvár Nézőszám: 10 160 Játékvezető: Kristinn Jakobsson (izlandi) |

| 2012. október 25. 19:00 |

| Videoton                     | 2 – 1               | FC Basel                             |
| ---------------------------- | ------------------- | ------------------------------------ |
| Schär 2' (öngól) Caneira 33' | (2 – 0) Jegyzőkönyv | Schär 90+1' Stocker 79' Streller 85' |

| Sóstói Stadion, Székesfehérvár Nézőszám: 8 106 Játékvezető: Miroslav Zelinka (cseh) |

| 2012. november 8. 21:05 |

| FC Basel                   | 1 – 0               | Videoton     |
| -------------------------- | ------------------- | ------------ |
| Streller 80' 68' Degen 51' | (0 – 0) Jegyzőkönyv | Oliveira 35' |

| St. Jakob-Park, Bázel Nézőszám: 12 743 Játékvezető: Yevhen Aranovskiy (ukrán) |

| 2012. november 22. 19:00 |

| Videoton                          | 0 – 1               | KRC Genk                              |
| --------------------------------- | ------------------- | ------------------------------------- |
| Kaká 21' Torghelle 80' Kovács 90' | (0 – 1) Jegyzőkönyv | Barda 19' 68' Hyland 80' Masika 90+5' |

| Sóstói Stadion, Székesfehérvár Nézőszám: 11 000 Játékvezető: Liran Liany (izraeli) |

| 2012. december 7. 21:05 |

| Sporting CP                                                  | 2 – 1               | Videoton                                                                          |
| ------------------------------------------------------------ | ------------------- | --------------------------------------------------------------------------------- |
| Labyad 65' 82' Viola 82' Rinaudo 9' Fernandes 57' Cédric 75' | (0 – 0) Jegyzőkönyv | Sándor 80' (11-esből) 83′ Walter Lee 45' Tóth 54' Caneira 79′, 90+4′ Vinícius 81' |

| Estádio José Alvalade, Lisszabon Nézőszám: 8 080 Játékvezető: Michael Koukoulakis (görög) |

- A mérkőzést eredetileg december 6-án játszották volna, azonban a pálya használhatatlansága miatt másnapra halasztották.[3]

A Videoton a csoportban a harmadik helyen végzett és kiesett.

## Felkészülési mérkőzések

### Nyári felkészülési mérkőzések
| 2012. június 23. 18:15 |

| NK Tisina | 0 – 6               | Videoton                                                          |
| --------- | ------------------- | ----------------------------------------------------------------- |
|           | (0 – 1) Jegyzőkönyv | Szekeres 43' Oliveira 55' 60' Lencse 64' Torghelle 66' Kovács 85' |

|  |

| 2012. június 26. 18:00 |

| Mura 05              | 1 – 2               | Videoton                |
| -------------------- | ------------------- | ----------------------- |
| Vinícius 10' (öngól) | (1 – 0) Jegyzőkönyv | Kovács 86' Oliveira 90' |

| Fazanerija Stadion, Muraszombat |

| 2012. június 29. 18:00 |

| Arszenal Kijiv | 1 – 1       | Videoton |
| -------------- | ----------- | -------- |
|                | Jegyzőkönyv |          |

|  |

| 2012. július 6. 18:30 |

| Partizan Belgrád       | 2 – 2               | Videoton         |
| ---------------------- | ------------------- | ---------------- |
| Babić 48' Marković 80' | (0 – 2) Jegyzőkönyv | Nikolics 22' 44' |

| Nézőszám: 150 |

### Téli felkészülési mérkőzések
| 2013. január 17. 16:30 |

| Videoton | 17 – 0              | CD El Palo |
| --- | ------------------- | ---------- |
| Oliveira 8' 28' Mitrović 14' 33' Haraszti 20' Torghelle 44' U. Nikolić 47' Nikolics N. 51' 57' 61' 77' 82' Kovács 52' Paraiba 68' 84' Kleinheisler 75' Gyurcsó 81' | (6 – 0) Jegyzőkönyv |            |

| Marbella |

| 2013. január 21. 16:30 |

| Marbella FC | 1 – 9       | Videoton                                                                                      |
| ----------- | ----------- | --------------------------------------------------------------------------------------------- |
|             | Jegyzőkönyv | Kovács 10' Paraiba 48' Nikolics N. 57' 63' Luque 62' 64' Oliveira 70' Haraszti 77' Zsótér 78' |

| Marbella |

| 2013. január 24. 15:30 |

| Videoton | 0 – 0               | Gyinamo Moszkva |
| -------- | ------------------- | --------------- |
|          | (0 – 0) Jegyzőkönyv |                 |

| Marbella |

| 2013. január 27. 13:00 |

| Videoton                      | 3 – 1               | Rapid București |
| ----------------------------- | ------------------- | --------------- |
| Nikolics N. 3' 14' Kovács 63' | (2 – 0) Jegyzőkönyv | Coman 55'       |

| Marbella |

| 2013. január 29. 16:00 |

| Videoton | 0 – 1               | FC Dnipro  |
| -------- | ------------------- | ---------- |
|          | (0 – 1) Jegyzőkönyv | Nikola 43' |

| Marbella |

| 2013. február 13. 14:00 |

| Videoton     | 1 – 1               | Tyerek Groznij |
| ------------ | ------------------- | -------------- |
| Mitrović 60' | (0 – 1) Jegyzőkönyv | Adlan 41'      |

| Belek |

| 2013. február 16. 13:45 |

| Videoton                                                           | 8 – 0               | Hangzhou Greentown |
| ------------------------------------------------------------------ | ------------------- | ------------------ |
| Álvarez 25' 29' Paraiba 34' 59' 67' Szekeres 75' Torghelle 80' 84' | (3 – 0) Jegyzőkönyv |                    |

| Belek |

| 2013. február 27. 18:45 |

| Videoton                                     | 4 – 2               | Puskás Akadémia       |
| -------------------------------------------- | ------------------- | --------------------- |
| Torghelle 7' Paraiba 25' Nikolics N. 50' 79' | (2 – 2) Jegyzőkönyv | Gajdos 8' Szakály 27' |

| Sóstói Stadion, Székesfehérvár Játékvezető: Szőts Gergely (magyar) |